# Via Prenestina
La via Prenestina era una via consolare romana che attraversava il Latium vetus, inizialmente congiungendo Roma a Gabii, da cui l'antico nome di via Gabina, per poi essere prolungata verso Praeneste (Palestrina), da cui il nome attuale. Il percorso è oggi in parte ricalcato dalla moderna strada provinciale 49/a.

## Itinerario
Dentro Roma, il tratto urbano della via Prenestina dal Foro percorreva l'Argiletum e il clivus Suburanus uscendo, insieme alla via Labicana, dalle Mura serviane a porta Esquilina e dalle successive Mura aureliane a porta Maggiore. Si dirigeva quindi verso est contornata di sepolcri e mausolei, passando nei pressi dell'attuale Villa Gordiani e, al IX miglio, sul ponte di Nona, prima di arrivare a Gabi.
Dopo aver passato attraverso Palestrina, finisce il suo percorso dopo Fiuggi (FR), quasi nel territorio di Torre Cajetani (detta anche via Prenestina Sud).

## Siti archeologici

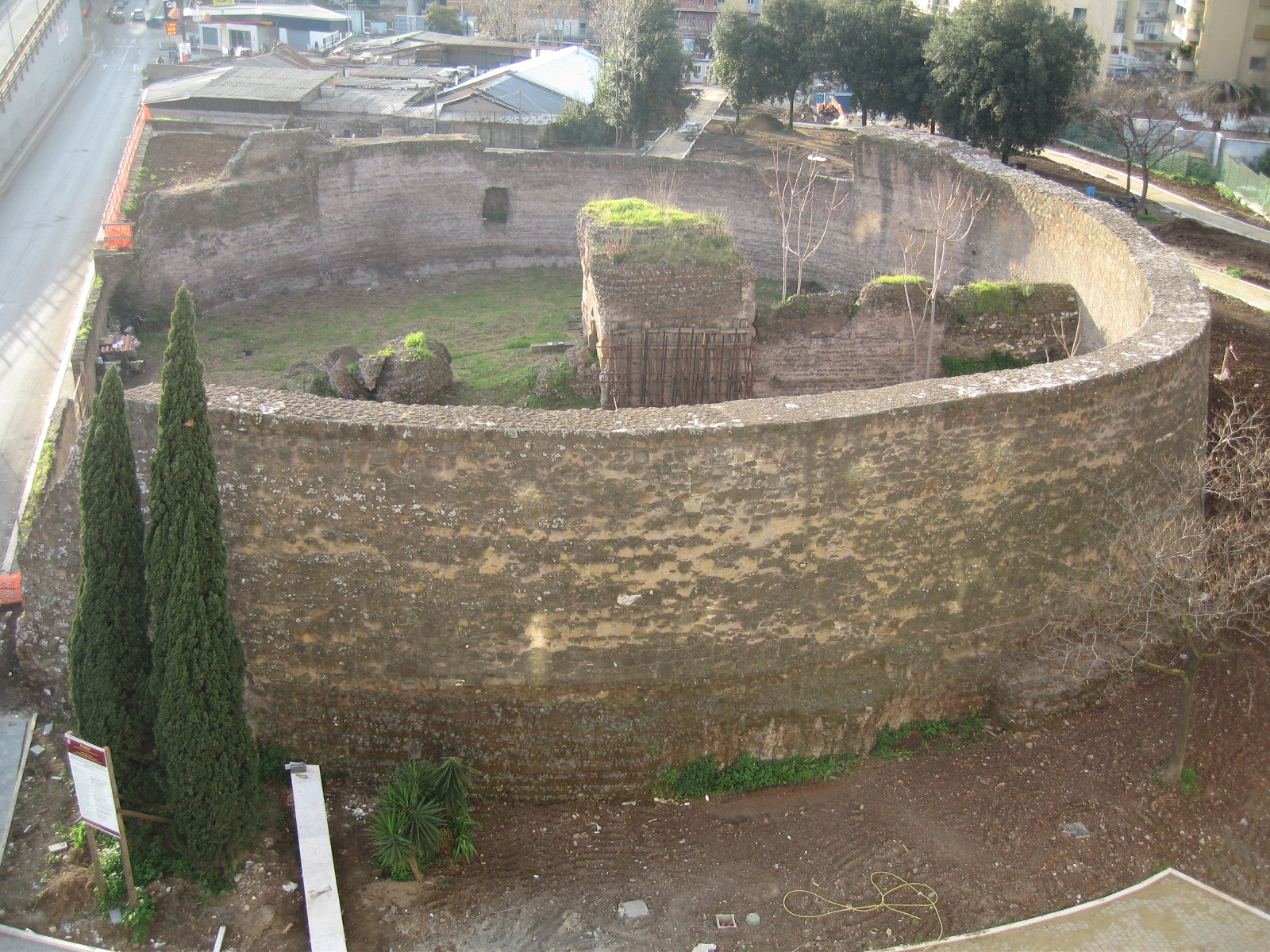
Il Torrione Prenestino visto dall'alto.

- Porta Maggiore, su piazzale Labicano. Porta nelle Mura aureliane del I secolo (52).
- Sepolcro di Eurisace, su piazzale Labicano. Sepolcro del I secolo a.C. (30 a.C.).
- Basilica sotterranea di Porta Maggiore, su piazzale Labicano. Basilica neopitagorica del I secolo.
- Torrione prenestino, al II miglio di via Prenestina. Mausoleo del I secolo a.C.
- Sepolcro di largo Preneste, al III miglio di via Prenestina. Sepolcro del II secolo.[6] 41.892183°N 12.54157°E
- Villa Gordiani, al III miglio di via Prenestina. Sepolcro del II secolo.
- Necropoli, al V miglio di via Prenestina. Necropoli databile tra il I a.C. e gli inizi del II secolo d.C. affiancata ai basolati della antica via Prenestina.[7] 41.893872°N 12.590738°E
- Ponte di Nona, al IX miglio di via Prenestina. Ponte del II secolo a.C. 41.891486°N 12.658883°E
- Necropoli di Osteria dell'Osa, al XII miglio di via Prenestina. Necropoli protostorica usata dal IX al VI secolo a.C. 41.894226°N 12.700334°E
- Gabii, al XIV miglio di via Prenestina. Antica città del Latium vetus.